# Мерц, Клаус
Кла́ус Мерц (нем. Klaus Merz, 3 октября 1945 года, Арау, Швейцария) — швейцарский поэт, прозаик, драматург.

## Биография
Клаус Мерц родился 3 октября 1945 года в Арау (Швейцария). Получил педагогическое образование; работал преподавателем в Арау. Проживает с семьёй в коммуне Унтеркульм.

## Творчество
Дебютировал в 1967 году со сборником стихотворений «Die gesammelte Blindheit», в котором прослеживалось влияние Пауля Целана. Впоследствии публиковал также прозу, театральные и радиопьесы, телесценарии и эссе. Известность ему принёс опубликованный в 1997 году роман «Яков спит» (нем. «Jakob schläft»; в России издавался в переводе Эллы Венгеровой). Критики отмечали необычайно сконцентрированную и поэтичную форму повествования, выбранную автором: на нескольких печатных листах он уместил целую семейную сагу о жизни трёх поколений швейцарских крестьян.
Эрвин Хофер, посол Швейцарии в России, представляя Мерца русскоязычному читателю, охарактеризовал его как «одного из самых тонких и проникновенных современных швейцарских писателей».

## Признание
Клаус Мерц — лауреат многих литературных премий: Золотурна (1996), Германа Гессе (1997), Липп (1999), Готфрида Келлера (2004), Швейцарского фонда Шиллера (2005), кантона Ааргау (1992, 2005), премии Гёльдерлина г. Бад-Хомбург (2012), премии Райнера Малковски Баварской академии изящных искусств (2016).